# Mount Shaw (Antarktika)
Mount Shaw ist ein 2035 m (nach australischen Angaben 1946 m) hoher Berg im ostantarktischen Mac-Robertson-Land. Er ist die höchste Erhebung der Anare-Nunatakker.
Eine Mannschaft unter Leitung des australischen Polarforschers John Mayston Béchervaise (1910–1998) besuchte ihn im November 1955 im Rahmen der Australian National Antarctic Research Expeditions. Das Antarctic Names Committee of Australia benannte ihn nach Peter John Randall Shaw (* 1928), Meteorologe auf der Mawson-Station im Jahr 1955.